# Żelichów, Tỉnh West Pomeranian
Żelichów [ʐɛˈlixuf] là một ngôi làng thuộc khu hành chính của Gmina Cedynia, thuộc hạt Gryfino, West Pomeranian Voivodeship, ở phía tây bắc Ba Lan, gần biên giới Đức. Nó nằm khoảng 7 kilômét (4 mi)   phía đông nam Cedynia, 47 km (29 mi) phía nam Gryfino và 66 km (41 mi) phía nam thủ đô khu vực Szczecin.
Trước năm 1945, ngôi làng là một phần của Đức và được biết đến với cái tên Dürrenselchow.